# 謝迪格羅夫 (密蘇里州達拉斯縣)
謝迪格羅夫（英語：Shady Grove）是位於美國密蘇里州達拉斯縣的非建制地區。

## 歷史
謝迪格羅夫的郵局於1846年設立，其後於1861年停運。

## 地理
謝迪格羅夫所處的海拔為高於海平面381米（即1250英呎），而該地所採用的時區為UTC-6，即北美中部時區（CST）。同時該地設有夏令時間，為UTC-6調快一小時，即UTC-5（CDT）。